# Terminalia creaghii
Terminalia creaghii är en tvåhjärtbladig växtart som beskrevs av Henry Nicholas Ridley. Terminalia creaghii ingår i släktet Terminalia och familjen Combretaceae. Inga underarter finns listade i Catalogue of Life.